# Takenlijst
Een takenlijst is een opsomming van taken die men wil uitvoeren.
Het maken van een takenlijst geeft de opsteller een beter overzicht over diens taken en voorkomt dat taken worden vergeten. Een takenlijst kan zowel persoonlijk als door een groep worden gebruikt, en wordt meestal op papier gezet of bijgehouden in computerprogrammatuur.

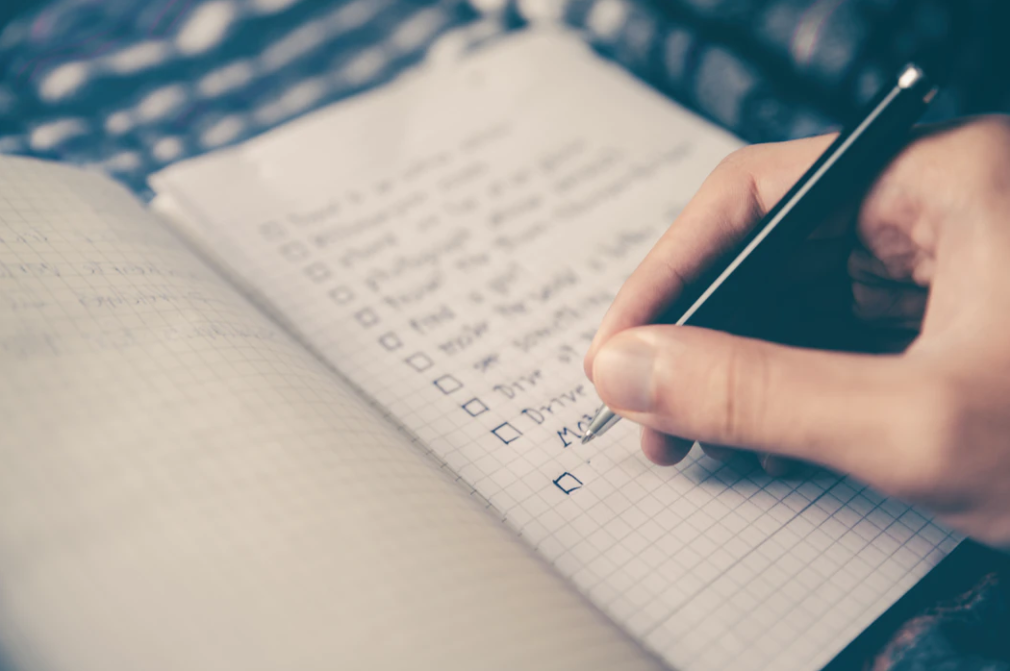
Een geschreven takenlijst
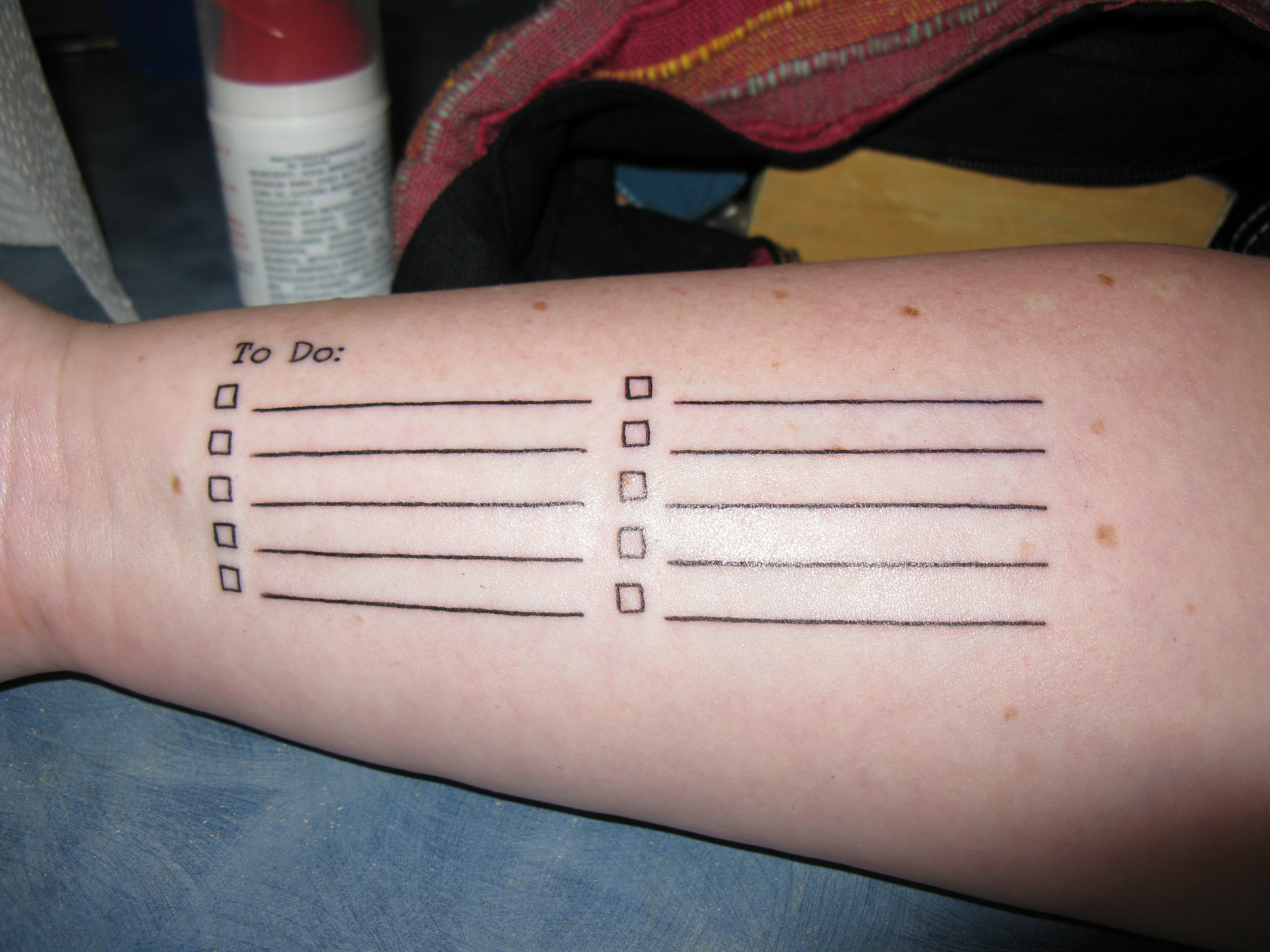
Een takenlijst-tattoo